# Yamoussa Camara
Pour les articles homonymes, voir Camara.
Yamoussa Camara est un militaire et homme politique malien.

## Biographie
Il est né vers 1953 à Bancoumana (cercle de Kati).
Diplômé de l’École normale supérieure de Bamako (en russe) et de l’École supérieure de la guerre (Tunis 2006-2007), il est par ailleurs détenteur de plusieurs attestations, certificats et brevets.
Son parcours militaire le conduit à l’école militaire interarmes de Koulikoro où, en 1981, il est promu au grade de sous-lieutenant au terme de son cycle.
Il occupe successivement les postes de :
- Instructeur permanent  à l'École militaire inter-armes (Mali) de 1982 à 1983;
- Commandant de la 133e Compagnie nomade ;
- Directeur de centre de formation SNJ ;
- Chef de division OPS à l’État-major général des Armées ;
- Directeur du prytanée militaire de février 1996 au 30 mars 2000 ;
- Chef d’État major de la garde nationale (mai 2011 au coup d’État du 22 mars 2012).

Il est promu colonel en janvier 2011.
Chevalier de l’ordre national du Mali, le colonel-major Yamoussa Camara est détenteur de la médaille commémorative de campagne « Assalam 2 », de la médaille du mérite militaire et de l’Étoile d’argent du Mérite national avec effigie abeille.
Il est nommé ministre de la Défense et des Anciens combattants dans le deuxième gouvernement de Cheick Modibo Diarra en août 2012 et reconduit au même poste dans le Gouvernement Diango Cissoko 1 du 15 décembre 2012 puis encore au sein du second gouvernement Diango Cissoko en juin 2013 (seulement jusqu'en septembre 2013).